# Inter Nashville Football Club
Inter Nashville Football Club é uma agremiação esportiva da cidade de Nashville, Tennessee.  Atualmente disputa a National Premier Soccer League.

## História
O clube foi fundado em 2016 por Pedro Reyes e desde então disputa a NPSL. Em 2018 o clube disputará pela primeira vez a Lamar Hunt U.S. Open Cup.

## Estatísticas

### Participações
|  | Participações em 2018 |

| Competição     | Competição               | Temporadas | Melhor campanha | Estreia | Última | P | R |
| Estados Unidos | Lamar Hunt U.S. Open Cup | 1          | Estreia (2018)  | 2018    | 2018   |   | – |